# Rashid Sidek
Rashid Sidek, nato Abdul Rashid bin Mohd Sidek (8 luglio 1968), è un ex giocatore di badminton malaysiano.

## Palmarès

### Olimpiadi
- 1 medaglia:
  - 1 bronzo (Atlanta 1996 nel singolo)

### Thomas Cup
- 5 medaglie:
  - 1 oro (Kuala Lumpur 1992)
  - 3 argenti (Kuala Lumpur 1988; Tokyo 1990; Giacarta 1994)
  - 1 bronzo (Giacarta 1986)

### Giochi asiatici
- 2 medaglie:
  - 1 argento (Pechino 1990 a squadre)
  - 1 bronzo (Pechino 1990 nel singolo)

### Giochi del Commonwealth
- 4 medaglie:
  - 2 ori (Auckland 1990 nel singolo; Victoria 1994 nel singolo)
  - 2 argenti (Auckland 1990 nel doppio; Victoria 1994 nel doppio misto)

### Giochi del Sud-est asiatico
- 6 medaglie:
  - 2 ori (Kuala Lumpur 1989 a squadre; Manila 1991 a squadre)
  - 1 argento (Chiang Mai 1995 a squadre)
  - 3 bronzi (Kuala Lumpur 1989 nel singolo; Manila 1991 nel singolo; Chiang Mai 1995 nel singolo)

### Campionati asiatici
- 2 medaglie:
  - 2 ori (Kuala Lumpur 1991 nel singolo; Kuala Lumpur 1992 nel singolo)